# Sasol Limited
Sasol Limited — південноафриканська компанія, що займається видобутком корисних копалин, енергетикою, хімією та виробництвом синтетичного палива. Зокрема, компанія займається виробництвом дизельного палива і зрідженого газу на основі синтезу Фішера — Тропша.
У списку найбільших компаній світу Forbes Global 2000 за 2022 рік зайняла 973-е місце (807-е за розміром виручки, 1604-е за чистим прибутком, 1314-е за активами і 1123-е за ринковою капіталізацією).

## Історія
Відсутність власних запасів нафти робила ПАР вразливою до перебоїв у постачанні палива, у 1950 року було вирішено створити організацію з виробництва синтетичної нафти з вугілля. Компанія була названа South African Coal, Oil та Gas Corporation (на мові африкаанс Suid-Afrikaanse Steenkool-, Olie-en Gas Maatskappy, SASOL, Південно-Африканська корпорація вугілля, нафти та газу). Підприємство було збудовано у 1955 році, але через технічні проблеми виробництво нафти почалося лише у 1956 році. Собівартість нафти, що виробляється з вугілля, значно вища, ніж у природної нафти, але компанії вдалося досягти фінансового успіху завдяки протекціоністським тарифам на імпорт нафти, субсидіям та можливості використовувати побічні продукти як сировину для хімічного виробництва. У 1979 році Sasol було реорганізовано з державної компанії в публічну шляхом розміщення 70 % акцій на фондовій біржі Йоганнесбурга. У 1980 року розпочав роботу другий завод, а 1982 року — третій[3].
На початку 1990-х років державна підтримка компанії припинилася, і їй довелося швидко розширювати свій хімічний підрозділ, продукція якого була більш конкурентоспроможною, ніж синтетична нафта. Було створено кілька спільних підприємств з компаніями з Німеччини, завдяки чому Sasol увійшла до найбільших у світі виробників такої продукції, як віск та вибухові речовини. У 1999 році було створено спільне підприємство з Chevron Corporation з будівництва в Нігерії заводу з виробництва нафтопродуктів із природного газу. У 2000 році спільне підприємство було реорганізовано на компанію Sasol Chevron Holdings для будівництва таких заводів в інших країнах.

## Інтернет-ресурси
- Sasol Official website
- How Nazi Germany and apartheid South Africa perfected one of the world's most exciting new fuel sources. Slate Magazine
- Google Maps view of Sasol's Secunda plant
- SciFest Africa, part of Sasol's investment in science education in South Africa
- Sasol suffers shareholder fury at AGM over e318m EU fine
- Activist shareholder turns the screws on Sasol
- Fury at Sasol's AGM over price-fixing fine
- Greenpeace Sues Sasol for Corporate Espionage — video report by Democracy Now!